# Corystus
Corystus is een geslacht van zee-egels, en het typegeslacht van de familie Corystusidae.

## Soort
- Corystus relictus (de Meijere, 1902)